# هدویگ و اینچ خشمگین
هدویگ و اینچ خشمگین (به انگلیسی: Hedwig and the Angry Inch) یک فیلم کمدی-درام موزیکال آمریکایی محصول سال ۲۰۰۱ است که برای پرده سینما نوشته و توسط جان کامرون میچل کارگردانی شده است. این فیلم که بر اساس نمایش موزیکال صحنه‌ای میچل و استیون تراسک در سال ۱۹۹۸ ساخته شده است. با وجود نقدهای عمدتاً مثبت منتقدان و مخاطبان، اکران محدود فیلم تنها ۳.۶ میلیون دلار از بودجه تخمینی ۶ میلیون دلاری آن به دست آورد. این فیلم موزیکال از آن زمان طرفداران پروپاقرصی پیدا کرده است. 

## داستان
هدویگ رابینسون، یک خواننده راک همجنسگرا از آلمان شرقی را همراهی می‌کند.   متعاقباً با مرد جوانی به نام تامی رابطه برقرار می‌کند که مربی و همکار موسیقی او می‌شود، اما تامی موسیقی او را می‌دزدد و به یک ستاره راک تبدیل می‌شود. این فیلم هدویگ و گروه پشتیبان او، انگری اینچ، را دنبال می‌کند که تور تامی را دنبال می‌کنند و در عین حال گذشته هدویگ و عمل جراحی تغییر جنسیت اجباری او را بررسی می‌کنند. میچل نقش هدویگ را از نسخه اصلی تکرار می‌کند.